# Serie A 1949-1950 (pallacanestro maschile)
La Serie A 1949-1950 è stata la ventottesima edizione del massimo campionato italiano di pallacanestro.
La Federazione cambia ancora la formula del massimo campionato: vengono aumentate le squadre partecipanti (da 12 a 14) e si passa da una a quattro retrocessioni.
Il titolo di campione d'Italia torna in mano alla Borletti Milano, dopo otto stagioni. I campioni uscenti della Virtus Bologna si classificano alle spalle dei lombardi, a pari merito con la Pallacanestro Varese.

## Classifica
|  |     | Classifica serie A 1949-1950 | Pt | G  | V  | N | P  | PtF  | PtS  |
|  | --- | ---------------------------- | -- | -- | -- | - | -- | ---- | ---- |
|  | 1.  | Borletti Olimpia Milano      | 42 | 26 | 21 | 0 | 5  | 1006 | 781  |
|  | 2.  | Virtus Bologna               | 40 | 26 | 20 | 0 | 6  | 954  | 759  |
|  | 2.  | Pallacanestro Varese         | 40 | 26 | 20 | 0 | 6  | 860  | 741  |
|  | 4.  | Itala Gradisca               | 33 | 26 | 16 | 1 | 9  | 831  | 771  |
|  | 5.  | Gira Bologna                 | 28 | 26 | 13 | 2 | 11 | 874  | 825  |
|  | 6.  | Ginnastica Roma              | 27 | 26 | 13 | 1 | 12 | 847  | 833  |
|  | 7.  | Reyer Venezia                | 26 | 26 | 11 | 4 | 11 | 820  | 813  |
|  | 7.  | Pallacanestro Pavia          | 26 | 26 | 12 | 2 | 12 | 759  | 813  |
|  | 9.  | Lega Nazionale Trieste       | 22 | 26 | 11 | 0 | 15 | 1006 | 1022 |
|  | 9.  | Ginnastica Triestina         | 22 | 26 | 11 | 0 | 15 | 843  | 977  |
|  | 11. | Polizia Civile Trieste       | 17 | 26 | 8  | 1 | 17 | 865  | 948  |
|  | 12. | Pallacanestro Gallaratese    | 16 | 26 | 7  | 2 | 17 | 754  | 808  |
|  | 13. | Ginnastica Torino            | 14 | 26 | 6  | 2 | 18 | 788  | 970  |
|  | 14. | AP Napoli                    | 11 | 26 | 5  | 1 | 20 | 761  | 907  |

## Risultati
| Risultati                 | BM    | PG    | GB    | IG    | LN    | PN    | PP    | PT    | RV    | GR    | GT    | GT    | PV    | VB    |
| ------------------------- | ----- | ----- | ----- | ----- | ----- | ----- | ----- | ----- | ----- | ----- | ----- | ----- | ----- | ----- |
| Borletti Milano           |       | 46-34 | 42-32 | 31-30 | 48-35 | 52-31 | 50-25 | 37-32 | 38-28 | 30-35 | 49-39 | 48-26 | 39-24 | 53-42 |
| Pallacanestro Gallaratese | 30-35 |       | 39-32 | 21-28 | 30-25 | 26-30 | 42-27 | 22-23 | 34-37 | 30-30 | 52-37 | 42-22 | 13-16 | 21-18 |
| Gira Bologna              | 38-35 | 40-22 |       | 27-26 | 42-35 | 29-32 | 54-18 | 22-21 | 24-24 | 40-27 | 26-23 | 35-22 | 31-34 | 29-38 |
| Itala Gradisca            | 21-30 | 25-20 | 33-33 |       | 39-30 | 30-16 | 38-27 | 28-24 | 29-27 | 43-18 | 26-25 | 50-31 | 35-32 | 43-45 |
| Lega Nazionale Trieste    | 36-43 | 40-37 | 53-49 | 41-43 |       | 47-38 | 39-32 | 40-39 | 40-35 | 36-35 | 57-23 | 36-42 | 40-31 | 32-27 |
| AP Napoli                 | 22-29 | 26-31 | 28-31 | 35-36 | 30-36 |       | 18-37 | 32-34 | 26-25 | 30-18 | 35-35 | 32-28 | 24-31 | 22-32 |
| Pall. Pavia               | 26-33 | 24-24 | 26-17 | 25-20 | 35-29 | 37-32 |       | 29-16 | 41-35 | 17-14 | 34-25 | 35-21 | 23-31 | 26-21 |
| Polizia Civile Trieste    | 25-42 | 28-26 | 40-36 | 60-48 | 52-51 | 39-38 | 42-49 |       | 36-38 | 31-35 | 46-39 | 47-56 | 30-42 | 26-48 |
| Reyer Venezia             | 28-25 | 27-23 | 39-40 | 36-38 | 42-35 | 38-29 | 27-27 | 32-32 |       | 25-27 | 43-17 | 31-22 | 20-17 | 26-22 |
| Ginnastica Roma           | 24-51 | 45-29 | 33-34 | 31-29 | 30-23 | 43-41 | 38-33 | 35-32 | 52-28 |       | 37-21 | 33-17 | 33-36 | 29-31 |
| Ginnastica Torino         | 25-36 | 32-24 | 29-35 | 32-40 | 32-56 | 38-31 | 37-20 | 35-27 | 31-31 | 32-30 |       | 38-34 | 27-39 | 22-45 |
| Ginnastica Triestina      | 27-36 | 43-42 | 37-36 | 0-2   | 56-45 | 40-32 | 37-36 | 34-31 | 34-42 | 41-46 | 41-34 |       | 45-37 | 37-34 |
| Pallacanestro Varese      | 26-24 | 25-24 | 36-32 | 41-24 | 36-35 | 50-28 | 28-20 | 20-19 | 29-24 | 39-30 | 45-33 | 44-27 |       | 17-26 |
| Virtus Bologna            | 38-29 | 27-13 | 33-30 | 33-29 | 65-35 | 37-23 | 45-30 | 35-32 | 45-32 | 38-35 | 31-29 | 56-25 | 32-34 |       |

## Classifica marcatori
|  | Punti | Marcatore                | Squadra                    |
|  | ----- | ------------------------ | -------------------------- |
|  | 378   | Romeo Romanutti          | Lega Nazionale Trieste     |
|  | 329   | Sergio Stefanini         | Borletti Milano            |
|  | 279   | Agostino Miliani Gervasi | Itala Gradisca Pall. Pavia |

## Verdetti
- Campioni d'Italia:  Borletti Olimpia Milano

Formazione: Alessandro Acerbi, Emilio Baruffi, Virgilio Beretta, Romano Crivelli, Pierluigi Fornasier, Giovanni Miliani, Enrico Pagani, Gianantonio Pegurri, Cesare Rubini, Giuseppe Sforza, Sergio Stefanini, Luigi Sumberaz-Sotte. Allenatore: Cesare Rubini.
- Retrocessioni in serie B: Polizia Civile Trieste, Pallacanestro Gallaratese, Ginnastica Torino e AP Napoli.
- La Polizia Civile Trieste non si iscriverà al campionato di B 1950-51